# Kasia Struss
Katarzyna Strusińska (Ciechanów, Polonia; 23 de noviembre de 1988), conocida profesionalmente como Kasia Struss, es una supermodelo polaca.

## Carrera
Struss fue descubierta en 2005 por un cazatalentos local tras enviar unas fotos suyas a una revista para adolescentes. Terminó sus estudios en su ciudad natal y firmó un contrato con Avant Management dos años después de su descubrimiento.
Struss ha aparecido en varias revistas, incluyendo Vogue, Numéro, W, V, Dazed & Confused y Ten Magazine.
Ha desfilado para Marc Jacobs, Viktor & Rolf, John Galliano, Versace, Kenzo, Diesel, DKNY, Burberry Prorsum, Louis Vuitton, Alessandro Dell'Acqua, Sonia Rykiel, Gareth Pugh, Julien Macdonald, Victoria's Secret y muchos más.  En 2007/2008, Struss abrió los eventos de Nina Ricci, Dries Van Noten, Doo.Ri, Giambattista Valli, PHI, Costume National, Balenciaga, Yves Saint Laurent, Jil Sander, Sinha Stanic, Jill Stuart, Loewe, y Wunderkind, y cerró eventos para Jil Sander, Chloé, Giambattista Valli, Thakoon, Richard Chai, Christopher Kane y Doo.Ri. En 2010, en la semana de la moda primavera/verano fue la tercera modelo más contratada, después de Liu Wen y Constance Jablonski, que fueron primera y segunda respectivamente.
Struss ha grabado campañas para Gucci, Dolce & Gabbana, Christian Dior, Valentino, Miu Miu, Hugo Boss, Costume National, Kenzo, Bottega Veneta, Alberta Ferretti, Chloé, Mulberry, Pringle of Scotland, Jil Sander, H&M, Express y Costume National.
Vogue Paris la citó como una de las "30 modelos de la década".
Se le considera un 'Icono de la industria' en Models.com.

## Vida personal
El 23 de julio de 2018, dio a luz a su primer hijo, una niña llamada Alice.